# Albo d'oro della seconda divisione inglese di calcio
La pagina contiene l'albo d'oro dei campionati di calcio inglesi di seconda divisione dal 1892, anno della loro istituzione con il nome di Second Division, ad oggi.

## Albo d'oro

### Second Division (1892-1992)
| Stagione  | Vincitore           | Secondo posto     | Vincitore dei playoff |
| --------- | ------------------- | ----------------- | --------------------- |
| 1892-1893 | Birmingham City     | Sheffield Utd     | -                     |
| 1893-1894 | Liverpool           | Birmingham City   | -                     |
| 1894-1895 | Bury                | Notts County      | -                     |
| 1895-1896 | Liverpool           | Manchester City   | -                     |
| 1896-1897 | Notts County        | Newton Heath      | -                     |
| 1897-1898 | Burnley             | Newcastle Utd     | -                     |
| 1898-1899 | Manchester City     | Glossop           | -                     |
| 1899-1900 | Sheffield Wednesday | Bolton            | -                     |
| 1900-1901 | Grimsby Town        | Birmingham City   | -                     |
| 1901-1902 | West Bromwich       | Middlesbrough     | -                     |
| 1902-1903 | Manchester City     | Birmingham City   | -                     |
| 1903-1904 | Preston North End   | Arsenal           | -                     |
| 1904-1905 | Liverpool           | Bolton            | -                     |
| 1905-1906 | Bristol City        | Manchester Utd    | -                     |
| 1906-1907 | Nottingham Forest   | Chelsea           | -                     |
| 1907-1908 | Bradford City       | Leicester Fosse   | -                     |
| 1908-1909 | Bolton              | Tottenham         | -                     |
| 1909-1910 | Manchester City     | Oldham Athletic   | -                     |
| 1910-1911 | West Bromwich       | Bolton            | -                     |
| 1911-1912 | Derby County        | Chelsea           | -                     |
| 1912-1913 | Preston North End   | Burnley           | -                     |
| 1913-1914 | Notts County        | Bradford PA       | -                     |
| 1914-1915 | Derby County        | Preston N.E.      | -                     |
| 1919-1920 | Tottenham Hotspur   | Huddersfield Town | -                     |
| 1920-1921 | Birmingham City     | Cardiff City      | -                     |
| 1921-1922 | Nottingham Forest   | Stoke City        | -                     |
| 1922-1923 | Notts County        | West Ham Utd      | -                     |
| 1923-1924 | Leeds               | Bury              | -                     |
| 1924-1925 | Leicester City      | Manchester Utd    | -                     |
| 1925-1926 | Sheffield Wednesday | Derby County      | -                     |
| 1926-1927 | Middlesbrough       | Portsmouth        | -                     |
| 1927-1928 | Manchester City     | Leeds Utd         | -                     |
| 1928-1929 | Middlesbrough       | Grimsby Town      | -                     |
| 1929-1930 | Blackpool           | Chelsea           | -                     |
| 1930-1931 | Everton             | West Bromwich     | -                     |
| 1931-1932 | Wolverhampton       | Leeds Utd         | -                     |
| 1932-1933 | Stoke City          | Tottenham         | -                     |
| 1933-1934 | Grimsby Town        | Preston N.E.      | -                     |
| 1934-1935 | Brentford           | Bolton            | -                     |
| 1935-1936 | Manchester United   | Charlton          | -                     |
| 1936-1937 | Leicester City      | Blackpool         | -                     |
| 1937-1938 | Aston Villa         | Manchester Utd    | -                     |
| 1938-1939 | Blackburn           | Sheffield Utd     | -                     |
| 1946-1947 | Manchester City     | Burnley           | -                     |
| 1947-1948 | Birmingham City     | Newcastle Utd     | -                     |
| 1948-1949 | Fulham              | West Bromwich     | -                     |
| 1949-1950 | Tottenham Hotspur   | Sheffield Weds    | -                     |
| 1950-1951 | Preston North End   | Manchester City   | -                     |
| 1951-1952 | Sheffield Wednesday | Cardiff City      | -                     |
| 1952-1953 | Sheffield United    | Huddersfield Town | -                     |
| 1953-1954 | Leicester City      | Everton           | -                     |
| 1954-1955 | Birmingham City     | Luton Town        | -                     |
| 1955-1956 | Sheffield Wednesday | Leeds Utd         | -                     |
| 1956-1957 | Leicester City      | Nottingham Forest | -                     |
| 1957-1958 | West Ham            | Blackburn         | -                     |
| 1958-1959 | Sheffield Wednesday | Fulham            | -                     |
| 1959-1960 | Aston Villa         | Cardiff City      | -                     |
| 1960-1961 | Ipswich Town        | Sheffield Utd     | -                     |
| 1961-1962 | Liverpool           | Leyton Orient     | -                     |
| 1962-1963 | Stoke City          | Chelsea           | -                     |
| 1963-1964 | Leeds               | Sunderland        | -                     |
| 1964-1965 | Newcastle           | Northampton Town  | -                     |
| 1965-1966 | Manchester City     | Southampton       | -                     |
| 1966-1967 | Coventry City       | Wolverhampton     | -                     |
| 1967-1968 | Ipswich Town        | QPR               | -                     |
| 1968-1969 | Derby County        | Crystal Palace    | -                     |
| 1969-1970 | Huddersfield Town   | Blackpool         | -                     |
| 1970-1971 | Leicester City      | Sheffield Utd     | -                     |
| 1971-1972 | Norwich City        | Birmingham City   | -                     |
| 1972-1973 | Burnley             | QPR               | -                     |
| 1973-1974 | Middlesbrough       | Luton Town        | -                     |
| 1974-1975 | Manchester United   | Aston Villa       | -                     |
| 1975-1976 | Sunderland          | Bristol City      | -                     |
| 1976-1977 | Wolverhampton       | Chelsea           | -                     |
| 1977-1978 | Bolton              | Southampton       | -                     |
| 1978-1979 | Crystal Palace      | Brighton          | -                     |
| 1979-1980 | Leicester City      | Sunderland        | -                     |
| 1980-1981 | West Ham            | Notts County      | -                     |
| 1981-1982 | Luton Town          | Watford           | -                     |
| 1982-1983 | Queens Park Rangers | Wolverhampton     | -                     |
| 1983-1984 | Chelsea             | Sheffield Weds    | -                     |
| 1984-1985 | Oxford United       | Birmingham City   | -                     |
| 1985-1986 | Norwich City        | Charlton          | -                     |
| 1986-1987 | Derby County        | Portsmouth        | Charlton              |
| 1987-1988 | Millwall            | Aston Villa       | Middlesbrough         |
| 1988-1989 | Chelsea             | Manchester City   | Crystal Palace        |
| 1989-1990 | Leeds               | Sheffield Utd     | Sunderland            |
| 1990-1991 | Oldham Athletic     | West Ham Utd      | Notts County          |
| 1991-1992 | Ipswich Town        | Middlesbrough     | Blackburn             |

### First Division (1992-2004)
| Stagione  | Vincitore         | Secondo posto     | Vincitore dei playoff |
| --------- | ----------------- | ----------------- | --------------------- |
| 1992-1993 | Newcastle United  | West Ham Utd      | Swindon Town          |
| 1993-1994 | Crystal Palace    | Nottingham Forest | Leicester City        |
| 1994-1995 | Middlesbrough     | Reading           | Bolton                |
| 1995-1996 | Sunderland        | Derby County      | Leicester City        |
| 1996-1997 | Bolton            | Barnsley          | Crystal Palace        |
| 1997-1998 | Nottingham Forest | Middlesbrough     | Charlton              |
| 1998-1999 | Sunderland        | Bradford City     | Watford               |
| 1999-2000 | Charlton          | Manchester City   | Ipswich Town          |
| 2000-2001 | Fulham            | Blackburn         | Bolton                |
| 2001-2002 | Manchester City   | West Bromwich     | Birmingham City       |
| 2002-2003 | Portsmouth        | Leicester City    | Wolverhampton         |
| 2003-2004 | Norwich City      | West Bromwich     | Crystal Palace        |

#### Titoli per squadra
| Squadra           | Vittorie | Stagione             |
| ----------------- | -------- | -------------------- |
| Sunderland        | 2        | 1994-1995, 1998-1999 |
| Newcastle Utd     | 1        | 1992-1993            |
| Crystal Palace    | 1        | 1993-1994            |
| Middlesbrough     | 1        | 1994-1995            |
| Bolton            | 1        | 1996-1997            |
| Nottingham Forest | 1        | 1997-1998            |
| Charlton          | 1        | 1999-2000            |
| Fulham            | 1        | 2000-2001            |
| Manchester City   | 1        | 2001-2002            |
| Portsmouth        | 1        | 2002-2003            |
| Norwich City      | 1        | 2003-2004            |

### Football League Championship (2004-oggi)
| Stagione  | Vincitore      | 2º classificato | Vincitore dei play-off |
| --------- | -------------- | --------------- | ---------------------- |
| 2004-2005 | Sunderland     | Birmingham City | West Ham Utd           |
| 2005-2006 | Reading        | Sheffield Utd   | Watford                |
| 2006-2007 | Sunderland     | Birmingham City | Derby County           |
| 2007-2008 | West Bromwich  | Stoke City      | Hull City              |
| 2008-2009 | Wolverhampton  | Birmingham City | Burnley                |
| 2009-2010 | Newcastle Utd  | West Bromwich   | Blackpool              |
| 2010-2011 | QPR            | Norwich City    | Swansea City           |
| 2011-2012 | Reading        | Southampton     | West Ham Utd           |
| 2012-2013 | Cardiff City   | Hull City       | Crystal Palace         |
| 2013-2014 | Leicester City | Burnley         | QPR                    |
| 2014-2015 | Bournemouth    | Watford         | Norwich City           |
| 2015-2016 | Burnley        | Middlesbrough   | Hull City              |
| 2016-2017 | Newcastle Utd  | Brighton        | Huddersfield Town      |
| 2017-2018 | Wolverhampton  | Cardiff City    | Fulham                 |
| 2018-2019 | Norwich City   | Sheffield Utd   | Aston Villa            |
| 2019-2020 | Leeds Utd      | West Bromwich   | Fulham                 |
| 2020-2021 | Norwich City   | Watford         | Brentford              |
| 2021-2022 | Fulham         | Bournemouth     | Nottingham Forest      |
| 2022-2023 | Burnley        | Sheffield Utd   | Luton Town             |
| 2023-2024 | Leicester City | Ipswich Town    | Southampton            |

#### Titoli per squadra
| Squadra        | Vittorie | Stagione             |
| -------------- | -------- | -------------------- |
| Sunderland     | 2        | 2004-2005, 2006-2007 |
| Reading        | 2        | 2005-2006, 2011-2012 |
| Newcastle Utd  | 2        | 2009-2010, 2016-2017 |
| Wolverhampton  | 2        | 2008-2009, 2017-2018 |
| Norwich City   | 2        | 2018-2019, 2020-2021 |
| Burnley        | 2        | 2015-2016, 2022-2023 |
| Leicester City | 2        | 2013-2014, 2023-2024 |
| West Bromwich  | 1        | 2007-2008            |
| QPR            | 1        | 2010-2011            |
| Cardiff City   | 1        | 2012-2013            |
| Bournemouth    | 1        | 2014-2015            |
| Leeds Utd      | 1        | 2019-2020            |
| Fulham         | 1        | 2021-2022            |